# Polia tufa
Polia tufa là một loài bướm đêm trong họ Noctuidae.